# Copa Amèrica de futbol de 2021
La Copa Amèrica de futbol de 2021 va ser la 47a edició del màxim torneig continental de futbol per a les principals seleccions nacionals masculines organitzat per la CONMEBOL. L'esdeveniment s'organitzà al Brasil. Programat inicialment entre juny i juliol de 2020, el 17 de març de 2020 el torneig va ser posposat oficialment per 12 mesos per la CONMEBOL, per tal de completar les copes i campionats nacionals de la temporada 2019-2020, suspesos a causa de la pandèmia de COVID-19.
El 23 de febrer de 2021, la Federació de Futbol d'Austràlia i la Federació de Futbol de Qatar van anunciar la seva retirada de la competició després de la superposició de la resta de partits de la segona ronda de la Copa del Món 2022 de classificacions asiàtiques traslladades al juny per la pandèmia del COVID-19. El 15 de març, la CONMEBOL va fer oficial que no substituiria les dues seleccions nacionals i va confirmar el nou calendari.
El 20 de maig de 2021, la CONMEBOL va anunciar que Colòmbia, que inicialment hauria d'haver organitzat l'esdeveniment conjuntament amb l'Argentina, no acolliria el torneig a causa de la crisi social del país. El 31 de maig, després que la confederació sud-americana, anuncià que l'Argentina no organitzaria la competició a causa de la pandèmia COVID-19 i que Brasil ho faria.

## Elecció del país amfitrió
El març de 2017 es va informar que CONMEBOL proposaria jugar una edició de la Copa Amèrica el 2020, com a part d'una revisió del calendari. Després de l'edició del 2019 al Brasil, el torneig s'organitzaria cada quatre anys a partir del 2020, i la propera edició està prevista per al 2024 a l'Equador. La intenció era alinear el calendari de la Copa Amèrica amb el del campionat europeu, que celebrarà el seu 60è aniversari el 2020. Segons la premsa, els Estats Units haurien presentat la seva candidatura per organitzar l'esdeveniment, ja que ja havia acollit l'edició del centenari el 2016, que va celebrar els 100 anys de CONMEBOL i Copa Amèrica. El 18 de setembre de 2018, el president de la CONMEBOL, Alejandro Domínguez, va confirmar la seva voluntat de revisar el calendari de la Copa Amèrica, a condició de l'aprovació de la sol·licitud oficial presentada a la FIFA.
El 26 d'octubre de 2018, durant la reunió del Consell de la FIFA a Kigali, Ruanda, es va aprovar la sol·licitud de jugar la Copa Amèrica cada quatre anys a partir de l'edició del 2020. El torneig, que s'havia de jugar del 12 de juny al 12 de juliol de 2020, les mateixes dates d'inici que el Campionat d'Europa de 2020, es posposa 12 mesos a causa de la pandèmia COVID-19.
El 13 de març de 2019, CONMEBOL va anunciar que havia acceptat la candidatura conjunta de l'Argentina i Colòmbia per organitzar l'edició 2020, que es va traslladar al 2021 a causa de la pandèmia COVID-19, després que la candidatura nord-americana fos rebutjada. El premi es va oficialitzar el 9 d'abril de 2019 al Congrés CONMEBOL a Rio de Janeiro, Brasil.
El 20 de maig de 2021, CONMEBOL va anunciar que Colòmbia no acolliria el torneig a causa de la crisi social del país. El 31 de maig, després de la confederació sud-americana, va anunciar que l'Argentina no organitzaria la manifestació a causa de la pandèmia COVID-19 i que Brasil ho faria.

## Seus
La competició es disputia a les ciutats brasileres de Brasília, Goiânia, Cuiabá i Rio de Janeiro, als següents estadis: Maracanã, Mané Garrincha, Pantanal i Olímpico. El 2 de juny, la CBF decidí afegir l'estadi Nilton Santos també a Rio de Janeiro. L'estadi Mané Garrincha fou la seu del partit inaugural el 13 de juny, i Maracanã la seu de la final el 10 de juliol.
| Estádio do Maracanã             | Estádio do Maracanã | Estádio Nilton Santos | Estádio Nilton Santos |
| Capacitat: 78.838               | Capacitat: 78.838   | Capacitat: 46.931     | Capacitat: 46.931     |
|                                 |                     |                       |                       |
| Brasília                        | Cuiabá              | Cuiabá                | Goiânia               |
| Estádio Nacional Mané Garrincha | Arena Pantanal      | Arena Pantanal        | Estádio Olímpico      |
| Capacitat: 72.788               | Capacitat: 44.000   | Capacitat: 44.000     | Capacitat: 13.500     |
|                                 |                     |                       |                       |

## Fase de grups
Els quatre primers classificats de cada grup passen a la fase d'eliminació única.

### Grup A

#### Classificació
| Pos | Equip     | PJ | PG | PE | PP | GF | GC | DG | Pts | Classificació                          |
| --- | --------- | -- | -- | -- | -- | -- | -- | -- | --- | -------------------------------------- |
| 1   | Argentina | 4  | 3  | 1  | 0  | 7  | 2  | +5 | 10  | Classificats per la ronda eliminatòria |
| 2   | Uruguai   | 4  | 2  | 1  | 1  | 4  | 2  | +2 | 7   | Classificats per la ronda eliminatòria |
| 3   | Paraguai  | 4  | 2  | 0  | 2  | 5  | 3  | +2 | 6   | Classificats per la ronda eliminatòria |
| 4   | Xile      | 4  | 1  | 2  | 1  | 3  | 4  | −1 | 5   | Classificats per la ronda eliminatòria |
| 5   | Bolívia   | 4  | 0  | 0  | 4  | 2  | 10 | −8 | 0   |                                        |

#### Partits
| Argentina | 1-1     | Xile       |
| --------- | ------- | ---------- |
| Messi 33' | Informe | Vargas 57' |

| Paraguai                                | 3-1     | Bolívia             |
| --------------------------------------- | ------- | ------------------- |
| Romero Gamarra 62' · Á. Romero 65', 80' | Informe | Saavedra 10' (pen.) |

| Xile         | 1-0     | Bolívia |
| ------------ | ------- | ------- |
| Brereton 10' | Informe |         |

| Argentina     | 1-0     | Uruguai |
| ------------- | ------- | ------- |
| Rodríguez 13' | Informe |         |

| Uruguai    | 1-1     | Xile       |
| ---------- | ------- | ---------- |
| Suárez 66' | Informe | Vargas 26' |

| Argentina | 1-0     | Paraguai |
| --------- | ------- | -------- |
| Gómez 10' | Informe |          |

| Bolívia | 0-2     | Uruguai                           |
| ------- | ------- | --------------------------------- |
|         | Informe | Quinteros 40' (p.p.) · Cavani 79' |

| Xile | 0-2     | Paraguai                         |
| ---- | ------- | -------------------------------- |
|      | Informe | Samudio 33' · Almirón 58' (pen.) |

| Uruguai           | 1-0     | Paraguai |
| ----------------- | ------- | -------- |
| Cavani 21' (pen.) | Informe |          |

| Bolívia      | 1-4     | Argentina                                           |
| ------------ | ------- | --------------------------------------------------- |
| Saavedra 60' | Informe | Gómez 6' · Messi 33' (pen.), 42' · La. Martínez 65' |

### Grup B

#### Classificació
| Pos | Equip      | PJ | PG | PE | PP | GF | GC | DG | Pts | Classificació                          |
| --- | ---------- | -- | -- | -- | -- | -- | -- | -- | --- | -------------------------------------- |
| 1   | Brasil (H) | 4  | 3  | 1  | 0  | 10 | 2  | +8 | 10  | Classificats per la ronda eliminatòria |
| 2   | Perú       | 4  | 2  | 1  | 1  | 5  | 7  | −2 | 7   | Classificats per la ronda eliminatòria |
| 3   | Colòmbia   | 4  | 1  | 1  | 2  | 3  | 4  | −1 | 4   | Classificats per la ronda eliminatòria |
| 4   | Equador    | 4  | 0  | 3  | 1  | 5  | 6  | −1 | 3   | Classificats per la ronda eliminatòria |
| 5   | Veneçuela  | 4  | 0  | 2  | 2  | 2  | 6  | −4 | 2   |                                        |

#### Partits
| Brasil                                                   | 3-0     | Veneçuela |
| -------------------------------------------------------- | ------- | --------- |
| Marquinhos 23' · Neymar 64' (pen.) · Gabriel Barbosa 89' | Informe |           |

| Colòmbia    | 1-0     | Equador |
| ----------- | ------- | ------- |
| Cardona 42' | Informe |         |

| Colòmbia | 0-0     | Veneçuela |
| -------- | ------- | --------- |
|          | Informe |           |

| Brasil                                                         | 4-0     | Perú |
| -------------------------------------------------------------- | ------- | ---- |
| Alex Sandro 12' · Neymar 68' · Ribeiro 89' · Richarlison 90+3' | Informe |      |

| Veneçuela                      | 2-2     | Equador                      |
| ------------------------------ | ------- | ---------------------------- |
| Castillo 51' · Hernández 90+1' | Informe | Ay. Preciado 39' · Plata 71' |

| Colòmbia         | 1-2     | Perú                       |
| ---------------- | ------- | -------------------------- |
| Borja 53' (pen.) | Informe | Peña 17' · Mina 64' (p.p.) |

| Equador                               | 2-2     | Perú                        |
| ------------------------------------- | ------- | --------------------------- |
| Tapia 23' (p.p.) · Ay. Preciado 45+3' | Informe | Lapadula 49' · Carrillo 54' |

| Brasil                        | 2-1     | Colòmbia |
| ----------------------------- | ------- | -------- |
| Firmino 78' · Casemiro 90+10' | Informe | Díaz 10' |

| Brasil      | 1-1     | Equador  |
| ----------- | ------- | -------- |
| Militão 37' | Informe | Mena 53' |

| Veneçuela | 0-1     | Perú         |
| --------- | ------- | ------------ |
|           | Informe | Carrillo 48' |

## Fase final

### Quadre
|  | Quarts de final                           | Quarts de final                           |                                       |       | Semifinals | Semifinals |  |  | Final | Final |
|  |                                           |                                           |                                       |       |            |            |  |  |       |       |
|  | 3 juliol – Goiânia                        |                                           |                                       |       |            |            |  |  |       |       |
|  |                                           |                                           |                                       |       |            |            |  |  |       |       |
|  | Argentina                                 | 3                                         |                                       |       |            |            |  |  |       |       |
|  | Argentina                                 | 3                                         | 6 juliol – Brasília                   |       |            |            |  |  |       |       |
|  | Equador                                   | 0                                         |                                       |       |            |            |  |  |       |       |
|  | Equador                                   | 0                                         | Argentina (p.)                        | 1 (3) |            |            |  |  |       |       |
|  | 3 juliol – Brasília                       |                                           | Argentina (p.)                        | 1 (3) |            |            |  |  |       |       |
|  |                                           | Colòmbia                                  | 1 (2)                                 |       |            |            |  |  |       |       |
|  | Uruguai                                   | Colòmbia                                  | 1 (2)                                 | 0 (2) |            |            |  |  |       |       |
|  | Uruguai                                   |                                           | 10 juliol – Rio de Janeiro (Maracanã) | 0 (2) |            |            |  |  |       |       |
|  | Colòmbia (p.)                             | 0 (4)                                     |                                       |       |            |            |  |  |       |       |
|  | Colòmbia (p.)                             | 0 (4)                                     | Argentina                             | 1     |            |            |  |  |       |       |
|  | 2 juliol – Rio de Janeiro (Nilton Santos) |                                           | Argentina                             | 1     |            |            |  |  |       |       |
|  |                                           | Brasil                                    | 0                                     |       |            |            |  |  |       |       |
|  | Brasil                                    | Brasil                                    | 0                                     | 1     |            |            |  |  |       |       |
|  | Brasil                                    | 5 juliol – Rio de Janeiro (Nilton Santos) |                                       | 1     |            |            |  |  |       |       |
|  | Xile                                      | 0                                         |                                       |       |            |            |  |  |       |       |
|  | Xile                                      | 0                                         | Brasil                                | 1     |            |            |  |  |       |       |
|  | 2 juliol – Goiânia                        |                                           | Brasil                                | 1     |            |            |  |  |       |       |
|  |                                           | Perú                                      | 0                                     |       |            |            |  |  |       |       |
|  | Perú (p.)                                 | Perú                                      | 0                                     | 3 (4) |            |            |  |  |       |       |
|  | Perú (p.)                                 |                                           |                                       | 3 (4) |            |            |  |  |       |       |
|  | Paraguai                                  | 3 (3)                                     |                                       |       |            |            |  |  |       |       |
|  | Paraguai                                  | 3 (3)                                     |                                       |       |            |            |  |  |       |       |

### Quarts de final
| Perú                                               | 3-3     | Paraguai                                                            |
| -------------------------------------------------- | ------- | ------------------------------------------------------------------- |
| Gómez 21' (p.p.) · Lapadula 40' · Yotún 80'        | Informe | 11' Gómez · 54' Alonso · 90' Ávalos                                 |
| Tanda de penals                                    |         |                                                                     |
| Lapadula · Yotún · Ormeño · Tapia · Cueva · Trauco | 4-3     | Á. Romero · Alonso · Martínez · Samudio · Piris Da Motta · Espínola |

| Brasil      | 1-0     | Xile |
| ----------- | ------- | ---- |
| Paquetá 46' | Informe |      |

| Uruguai                          | 0-0     | Colòmbia                        |
| -------------------------------- | ------- | ------------------------------- |
|                                  | Informe |                                 |
| Tanda de penals                  |         |                                 |
| Cavani · Giménez · Suárez · Viña | 2-4     | Zapata · Sánchez · Mina · Borja |

| Argentina                                    | 3-0     | Equador |
| -------------------------------------------- | ------- | ------- |
| De Paul 40' · La. Martínez 84' · Messi 90+3' | Informe |         |

### Semifinals
| Brasil      | 1–0     | Perú |
| ----------- | ------- | ---- |
| Paquetá 35' | Informe |      |

| Argentina                                | 1–1     | Colòmbia                                    |
| ---------------------------------------- | ------- | ------------------------------------------- |
| La. Martínez 7'                          | Informe | 61' Díaz                                    |
| Tanda de penals                          |         |                                             |
| Messi · De Paul · Paredes · La. Martínez | 3–2     | Cuadrado · Sánchez · Mina · Borja · Cardona |

### Tercer lloc
| Colòmbia                       | 3–2     | Perú                     |
| ------------------------------ | ------- | ------------------------ |
| Cuadrado 49' · Díaz 66', 90+4' | Informe | Yotún 45' · Lapadula 82' |

### Final
| Argentina    | 1–0     | Brasil |
| ------------ | ------- | ------ |
| Di María 22' | Informe |        |

## Resultat
| Copa Amèrica 2021      |
| ---------------------- |
|                        |
| Argentina Quinzè títol |

## Estadístiques

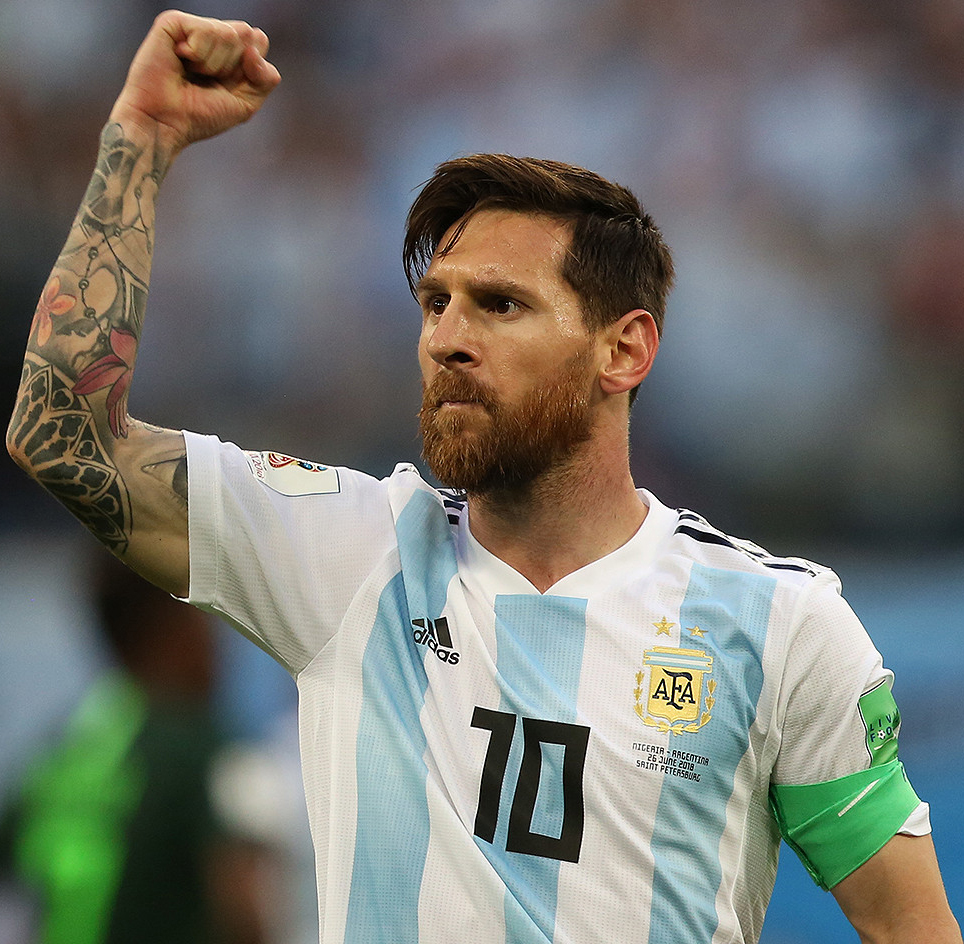
Lionel Messi, millor jugador i màxim golejador del torneig.

### Golejadors
Es van marcar 65 gols en 28 partits, amb una mitjana de 2,32 gols per partit.
4 gols
- [[Fitxer:Flag of Argentina.svg|23x15px|border |alt=Argentina|link=Selecció de futbol de l'Argentina|{{#if:|]] Lionel Messi
- [[Fitxer:Flag of Colombia.svg|23x15px|border |alt=Colòmbia|link=Selecció de futbol de Colòmbia|{{#if:|]] Luis Díaz

3 gols
- [[Fitxer:Flag of Argentina.svg|23x15px|border |alt=Argentina|link=Selecció de futbol de l'Argentina|{{#if:|]] Lautaro Martínez
- [[Fitxer:Flag of Peru.svg|23x15px|border |alt=Perú|link=Selecció de futbol del Perú|{{#if:|]] Gianluca Lapadula

2 gols
- [[Fitxer:Flag of Argentina.svg|23x15px|border |alt=Argentina|link=Selecció de futbol de l'Argentina|{{#if:|]] Alejandro Gómez
- [[Fitxer:Flag of Bolivia.svg|23x15px|border |alt=Bolívia|link=Selecció de futbol de Bolívia|{{#if:|]] Erwin Saavedra
- [[Fitxer:Flag of Brazil.svg|23x15px|border |alt=Brasil|link=Selecció de futbol del Brasil|{{#if:|]] Neymar
- [[Fitxer:Flag of Brazil.svg|23x15px|border |alt=Brasil|link=Selecció de futbol del Brasil|{{#if:|]] Lucas Paquetá
- [[Fitxer:Flag of Chile.svg|23x15px|border |alt=Xile|link=Selecció de futbol de Xile|{{#if:|]] Eduardo Vargas
- [[Fitxer:Flag of Ecuador.svg|23x15px|border |alt=Equador|link=Selecció de futbol de l'Equador|{{#if:|]] Ayrton Preciado
- [[Fitxer:Flag of Paraguay.svg|23x15px|border |alt=Paraguai|link=Selecció de futbol del Paraguai|{{#if:|]] Ángel Romero
- [[Fitxer:Flag of Peru.svg|23x15px|border |alt=Perú|link=Selecció de futbol del Perú|{{#if:|]] André Carrillo
- [[Fitxer:Flag of Peru.svg|23x15px|border |alt=Perú|link=Selecció de futbol del Perú|{{#if:|]] Yoshimar Yotún
- [[Fitxer:Flag of Uruguay.svg|23x15px|border |alt=Uruguai|link=Selecció de futbol de l'Uruguai|{{#if:|]] Edinson Cavani

1 gol
- [[Fitxer:Flag of Argentina.svg|23x15px|border |alt=Argentina|link=Selecció de futbol de l'Argentina|{{#if:|]] Rodrigo De Paul
- [[Fitxer:Flag of Argentina.svg|23x15px|border |alt=Argentina|link=Selecció de futbol de l'Argentina|{{#if:|]] Ángel Di María
- [[Fitxer:Flag of Argentina.svg|23x15px|border |alt=Argentina|link=Selecció de futbol de l'Argentina|{{#if:|]] Guido Rodríguez
- [[Fitxer:Flag of Brazil.svg|23x15px|border |alt=Brasil|link=Selecció de futbol del Brasil|{{#if:|]] Gabriel Barbosa
- [[Fitxer:Flag of Brazil.svg|23x15px|border |alt=Brasil|link=Selecció de futbol del Brasil|{{#if:|]] Casemiro
- [[Fitxer:Flag of Brazil.svg|23x15px|border |alt=Brasil|link=Selecció de futbol del Brasil|{{#if:|]] Roberto Firmino
- [[Fitxer:Flag of Brazil.svg|23x15px|border |alt=Brasil|link=Selecció de futbol del Brasil|{{#if:|]] Marquinhos
- [[Fitxer:Flag of Brazil.svg|23x15px|border |alt=Brasil|link=Selecció de futbol del Brasil|{{#if:|]] Éder Militão
- [[Fitxer:Flag of Brazil.svg|23x15px|border |alt=Brasil|link=Selecció de futbol del Brasil|{{#if:|]] Éverton Ribeiro
- [[Fitxer:Flag of Brazil.svg|23x15px|border |alt=Brasil|link=Selecció de futbol del Brasil|{{#if:|]] Richarlison
- [[Fitxer:Flag of Brazil.svg|23x15px|border |alt=Brasil|link=Selecció de futbol del Brasil|{{#if:|]] Alex Sandro
- [[Fitxer:Flag of Chile.svg|23x15px|border |alt=Xile|link=Selecció de futbol de Xile|{{#if:|]] Ben Brereton
- [[Fitxer:Flag of Colombia.svg|23x15px|border |alt=Colòmbia|link=Selecció de futbol de Colòmbia|{{#if:|]] Miguel Borja
- [[Fitxer:Flag of Colombia.svg|23x15px|border |alt=Colòmbia|link=Selecció de futbol de Colòmbia|{{#if:|]] Edwin Cardona
- [[Fitxer:Flag of Colombia.svg|23x15px|border |alt=Colòmbia|link=Selecció de futbol de Colòmbia|{{#if:|]] Juan Cuadrado
- [[Fitxer:Flag of Ecuador.svg|23x15px|border |alt=Equador|link=Selecció de futbol de l'Equador|{{#if:|]] Ángel Mena
- [[Fitxer:Flag of Ecuador.svg|23x15px|border |alt=Equador|link=Selecció de futbol de l'Equador|{{#if:|]] Gonzalo Plata
- [[Fitxer:Flag of Paraguay.svg|23x15px|border |alt=Paraguai|link=Selecció de futbol del Paraguai|{{#if:|]] Miguel Almirón
- [[Fitxer:Flag of Paraguay.svg|23x15px|border |alt=Paraguai|link=Selecció de futbol del Paraguai|{{#if:|]] Júnior Alonso
- [[Fitxer:Flag of Paraguay.svg|23x15px|border |alt=Paraguai|link=Selecció de futbol del Paraguai|{{#if:|]] Gabriel Ávalos
- [[Fitxer:Flag of Paraguay.svg|23x15px|border |alt=Paraguai|link=Selecció de futbol del Paraguai|{{#if:|]] Gustavo Gómez
- [[Fitxer:Flag of Paraguay.svg|23x15px|border |alt=Paraguai|link=Selecció de futbol del Paraguai|{{#if:|]] Kaku
- [[Fitxer:Flag of Paraguay.svg|23x15px|border |alt=Paraguai|link=Selecció de futbol del Paraguai|{{#if:|]] Braian Samudio
- [[Fitxer:Flag of Peru.svg|23x15px|border |alt=Perú|link=Selecció de futbol del Perú|{{#if:|]] Sergio Peña
- [[Fitxer:Flag of Uruguay.svg|23x15px|border |alt=Uruguai|link=Selecció de futbol de l'Uruguai|{{#if:|]] Luis Suárez
- [[Fitxer:Flag of Venezuela.svg|23x15px|border |alt=Veneçuela|link=Selecció de futbol de Veneçuela|{{#if:|]] Edson Castillo
- [[Fitxer:Flag of Venezuela.svg|23x15px|border |alt=Veneçuela|link=Selecció de futbol de Veneçuela|{{#if:|]] Ronald Hernández

En pròpia porta
- [[Fitxer:Flag of Bolivia.svg|23x15px|border |alt=Bolívia|link=Selecció de futbol de Bolívia|{{#if:|]] Jairo Quinteros (contra Uruguai)
- [[Fitxer:Flag of Colombia.svg|23x15px|border |alt=Colòmbia|link=Selecció de futbol de Colòmbia|{{#if:|]] Yerry Mina (contra Perú)
- [[Fitxer:Flag of Paraguay.svg|23x15px|border |alt=Paraguai|link=Selecció de futbol del Paraguai|{{#if:|]] Gustavo Gómez (contra Perú)
- [[Fitxer:Flag of Peru.svg|23x15px|border |alt=Perú|link=Selecció de futbol del Perú|{{#if:|]] Renato Tapia (contra Equador)

### Premis
The following awards were given at the conclusion of the tournament.
- Pilota d'Or: [[Fitxer:Flag of Argentina.svg|23x15px|border |alt=Argentina|link=Selecció de futbol de l'Argentina|{{#if:|]] Lionel Messi
- Bota d'Or: [[Fitxer:Flag of Argentina.svg|23x15px|border |alt=Argentina|link=Selecció de futbol de l'Argentina|{{#if:|]] Lionel Messi
- Guant d'Or: [[Fitxer:Flag of Argentina.svg|23x15px|border |alt=Argentina|link=Selecció de futbol de l'Argentina|{{#if:|]] Emiliano Martínez
- Premi al Joc Net:  Brasil

### Onze ideal del torneig
Font:
| Porter | Defenses | Centrecampistes | Davanters |
| --- | --- | --- | --- |
| [[Fitxer:Flag of Argentina.svg\|23x15px\|border \|alt=Argentina\|link=Selecció de futbol de l'Argentina\|{{#if:\|]] Emiliano Martínez | [[Fitxer:Flag of Chile.svg\|23x15px\|border \|alt=Xile\|link=Selecció de futbol de Xile\|{{#if:\|]] Mauricio Isla [[Fitxer:Flag of Argentina.svg\|23x15px\|border \|alt=Argentina\|link=Selecció de futbol de l'Argentina\|{{#if:\|]] Cristian Romero [[Fitxer:Flag of Brazil.svg\|23x15px\|border \|alt=Brasil\|link=Selecció de futbol del Brasil\|{{#if:\|]] Marquinhos [[Fitxer:Flag of Ecuador.svg\|23x15px\|border \|alt=Equador\|link=Selecció de futbol de l'Equador\|{{#if:\|]] Pervis Estupiñán | [[Fitxer:Flag of Argentina.svg\|23x15px\|border \|alt=Argentina\|link=Selecció de futbol de l'Argentina\|{{#if:\|]] Rodrigo De Paul [[Fitxer:Flag of Brazil.svg\|23x15px\|border \|alt=Brasil\|link=Selecció de futbol del Brasil\|{{#if:\|]] Casemiro [[Fitxer:Flag of Peru.svg\|23x15px\|border \|alt=Perú\|link=Selecció de futbol del Perú\|{{#if:\|]] Yoshimar Yotún | [[Fitxer:Flag of Argentina.svg\|23x15px\|border \|alt=Argentina\|link=Selecció de futbol de l'Argentina\|{{#if:\|]] Lionel Messi [[Fitxer:Flag of Brazil.svg\|23x15px\|border \|alt=Brasil\|link=Selecció de futbol del Brasil\|{{#if:\|]] Neymar [[Fitxer:Flag of Colombia.svg\|23x15px\|border \|alt=Colòmbia\|link=Selecció de futbol de Colòmbia\|{{#if:\|]] Luis Díaz |